# 1958年臺灣
|        | 臺灣歷史 \| 台灣歷史年表 |
| 世纪： | 19世纪臺灣 \| 20世纪臺灣 \| 21世纪臺灣 |
| 年代： | 1920年代臺灣 \| 1930年代臺灣 \| 1940年代臺灣 \| 1950年代臺灣 \| 1960年代臺灣 \| 1970年代臺灣 \| 1980年代臺灣                                           |
| 年份： | 1953年臺灣 \| 1954年臺灣 \| 1955年臺灣 \| 1956年臺灣 \| 1957年臺灣 \| 1958年臺灣 \| 1959年臺灣 \| 1960年臺灣 \| 1961年臺灣 \| 1962年臺灣 \| 1963年臺灣 |
| 纪年： | 戊戌年（狗年）、中華民國47年 |

## 政府

### 國家正副元首

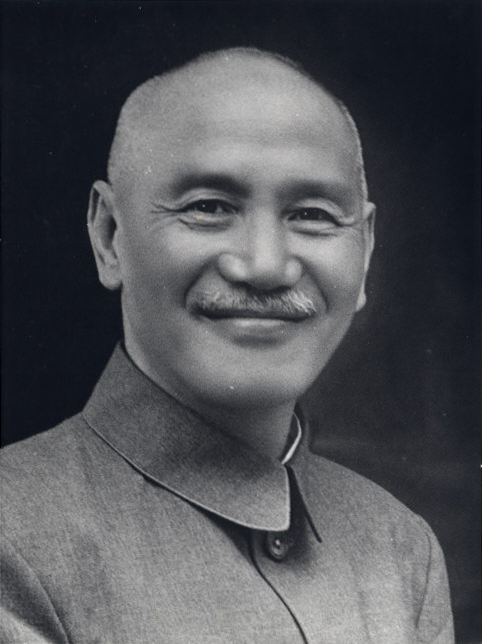
總統：蔣中正
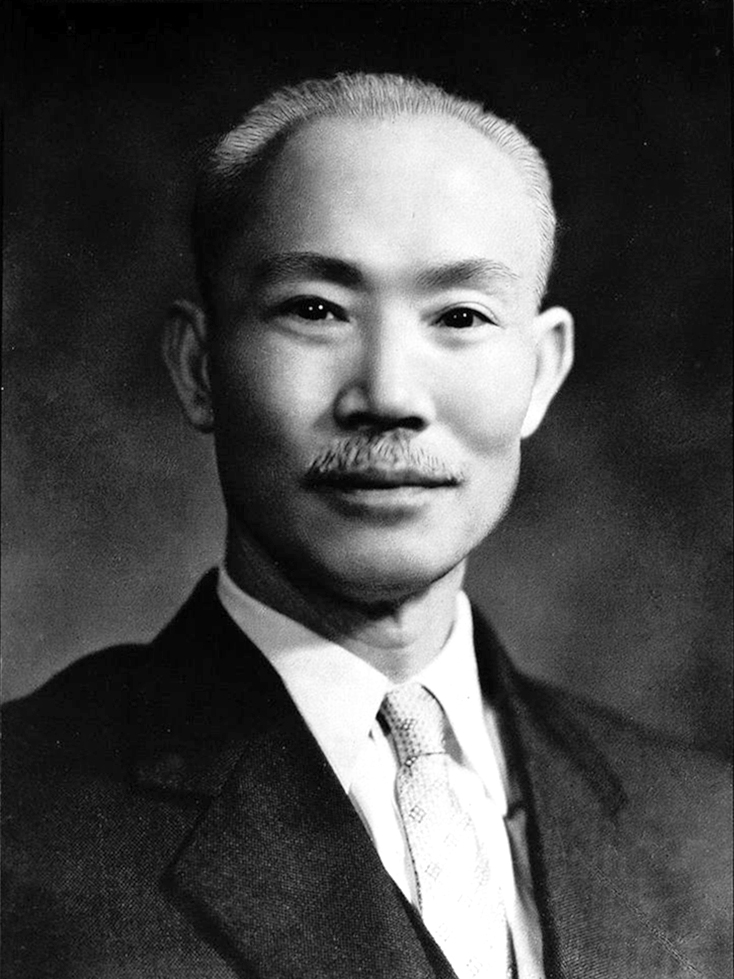
副總統：陳誠

### 五院首長

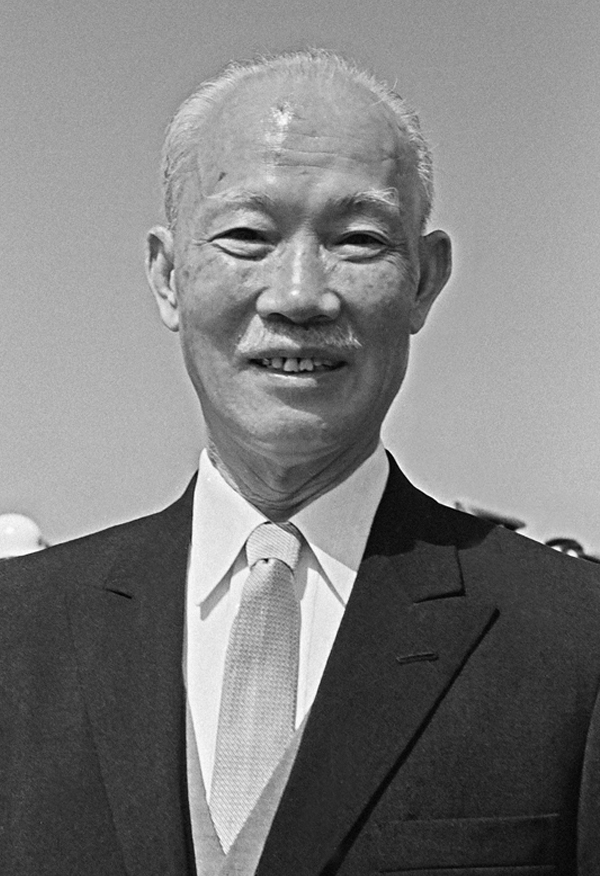
行政院院長：陳誠（副總統兼任）
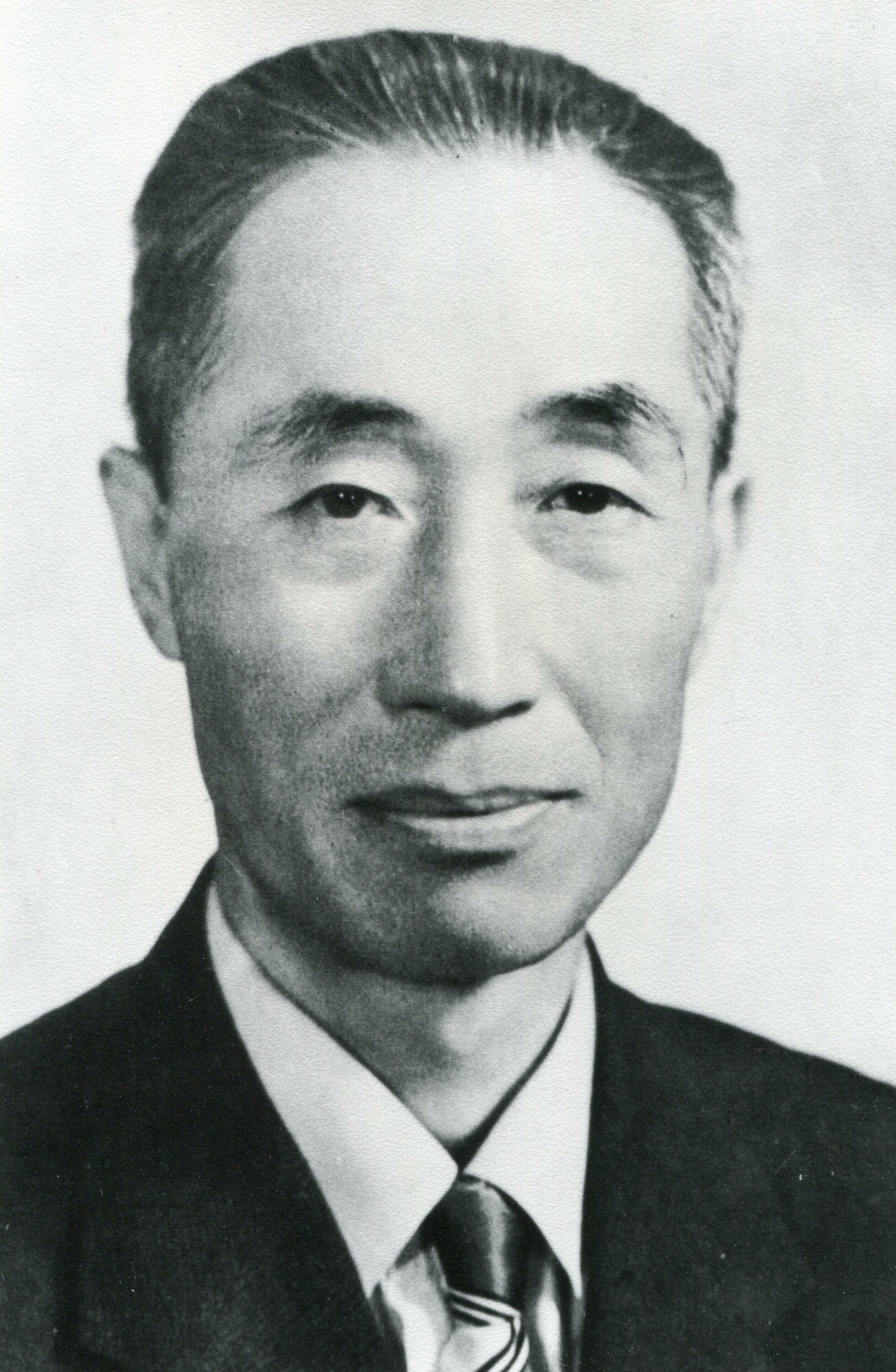
立法院院長：張道藩
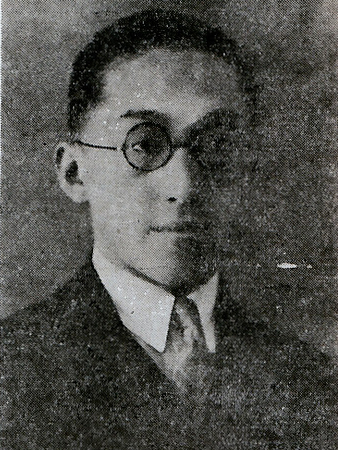
司法院院長：謝冠生
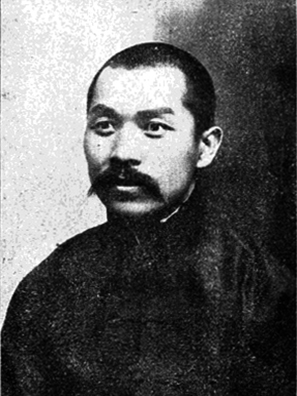
考試院院長：莫德惠
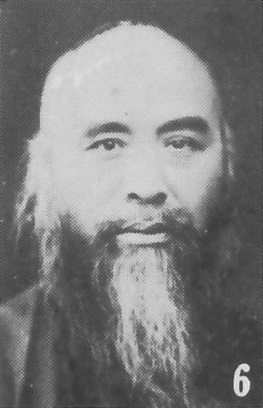
監察院院長：于右任

### 省政府主席

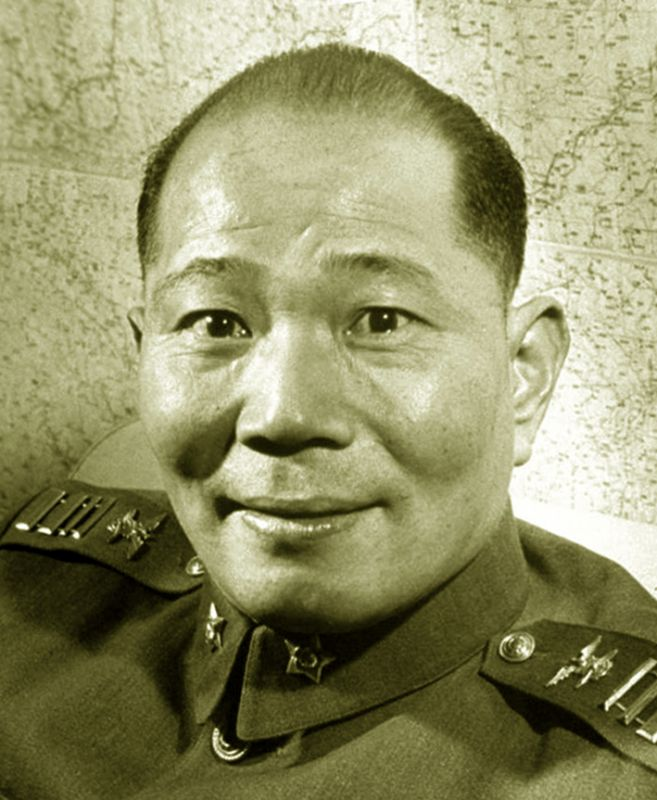
臺灣省政府主席：周至柔
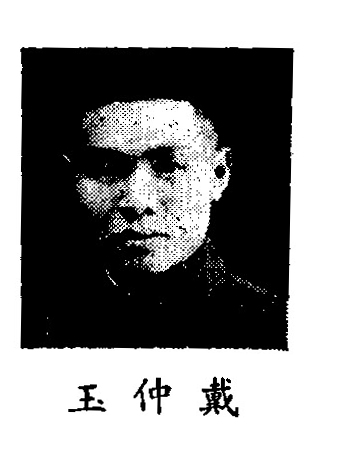
福建省政府主席：戴仲玉

### 成員變動

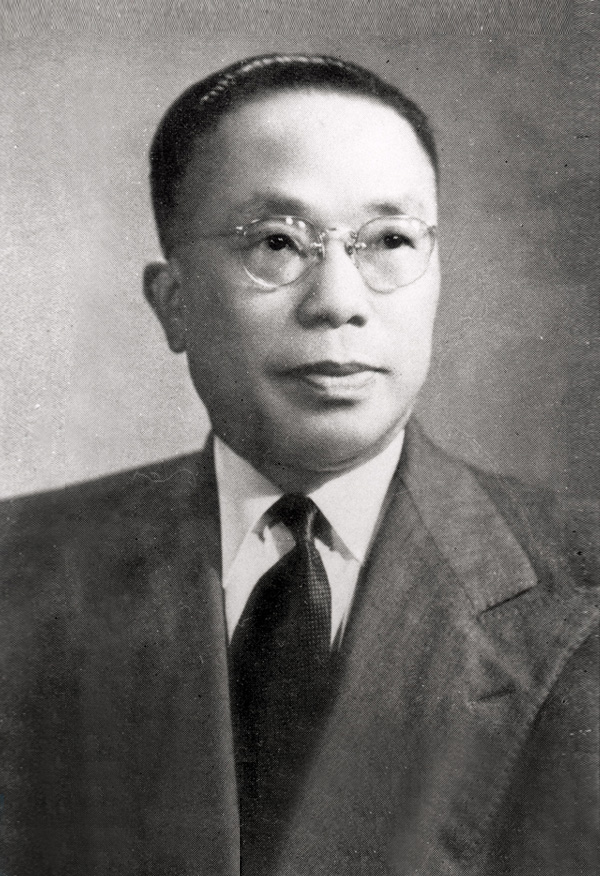
行政院院長：俞鴻鈞（內閣總辭）
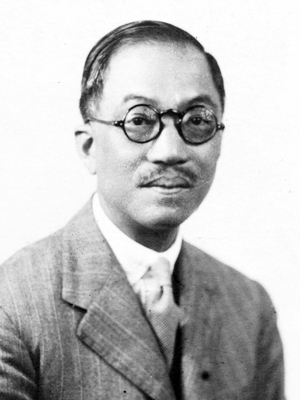
司法院院長：王寵惠（逝世）

## 大事記
- 年底，蔣介石秘密批准建立核子武器研究實驗室[1]:629。

### 1月
- 1月3日——公布「鐵路法」[2]:628。

### 2月
- 2月2日——臺灣省環境衛生協會成立[2]:628。

### 3月
- 蔣介石提議杜勒斯推翻親共印尼總統蘇卡諾，杜同意，但行動未果[1]:617。
- 3月14日——美國遠東使節會議在臺北揭幕[2]:629。

### 4月
- 海軍台灣獨立案：海軍軍人因參與臺灣獨立運動，被國民黨政府指控與日本的廖文毅組織連絡。
- 4月3日至4月5日，韓國文化藝術訪問團在台進行為期3天訪問。於台北中山堂表演舞蹈、歌唱等節目，並展出藝術品及反共宣傳資料等，擁有30名隊員的海軍軍樂隊，在台北新公園及三軍總部作幾場演奏，遊行台北市區，並在總統府前廣場作操槍技巧表演。晚間在台北中山堂演出，表演節目有合唱、劍舞、扇舞[3]
- 4月28日：土耳其總理孟德斯抵臺訪問。[4]

### 5月
- 長崎國旗事件：日中友好協會在長崎縣長崎市舉行「中國郵票展」，會場入口附近天井上懸掛著一面中華人民共和國五星紅旗，引發在長崎的中華民國領事館不滿，表示「這是國際法上非合法的國旗，若懸掛將對日本與中華民國的關係帶來負面影響」，之後更發生該旗遭日本右翼人士破壞。

### 6月
- 6月10日——經濟部公布「臺灣省橫貫公路沿線礦產開發方案」[2]:632。

### 7月
- 7月4日——特任陳誠為行政院長（6月30日，俞鴻鈞辭行政院長。）[2]:632。
- 7月18日——中華民國與伊拉克斷交。

### 8月
- 黃埔軍校臺籍軍官案：陸軍軍人因參與臺灣獨立運動，成立臺獨組織遭國民黨政府逮捕。
- 8月23日——中共猛烈砲擊金門，兩小時內達數萬發[2]:633。解放軍猛烈炮擊金門，國軍佈置10萬軍力應對，美國震動[1]:618-619。參謀首長聯席會議主席丁寧（Nathan F. Twining）和到美國遊說的宋美齡，希望用核武器解決，美軍將可搭載核彈的大口徑榴彈部署到前線[1]:619-620。美國予蔣3.5億美元的軍事援助[1]:621。中方提議，蔣撤守金馬，換取「在相當時間」努力「以和平手段解放台灣和澎湖」[1]:622。後毛澤東呼籲停火，彭德懷提議談判[1]:624。

### 9月
- 9月2日——臺北市區停發建築執照，配合軍事疏散[2]:634。
- 9月11日——英國外相塞爾文·勞埃表示，美國協防外島乃至使用戰術性核武顯然會有連鎖反應的危險，而中華民國自外島撤軍則可加強其國際地位[5]:227-236，266。
- 9月29日——美國參議員約翰·甘迺迪稱美國須防衛台灣，但必須擺脫外島[5]:227-236，266。
- 9月30日——美國國務卿杜勒斯在記者會表示，若台灣海峽能獲致靠得住的停火，美國將贊成國軍由外島撤退一部份[5]:227-236，266。

### 10月
- 10月，蔣介石答覆日本記者詢問時，指斥中共每藉貿易以達其政治目的，盼望日本堅定立場免遭顛覆滲透[6]:92。
- 10月4日——遠東最長之預力混力凝土橋樑——臺北中興大橋通車[2]:636。

### 11月
- 11月16日——伊朗軍事代表團訪臺[2]:637。

### 12月
- 12月2日——臺北美國新聞處新廈開放[2]:637。

## 出生
参见： 1958年出生
- 1月1日——
  - 陳進興，知名罪犯。犯下白曉燕命案、方保芳外科診所命案、南非武官挾持事件。（1999年逝世）
  - 林滄敏，政治人物。曾任彰化縣議員、立法委員。
- 1月5日——
  - 李翁月娥：政治人物，現任新北市議員，曾任蘆洲市（今蘆洲區）市長。
  - 黃定和：政治人物，現任宜蘭縣議員，曾任宜蘭市市長。
- 1月9日——劉錫華：配音員。
- 1月14日——
  - 熊海靈：歌手、演員，是熊秀珍之姊。
  - 王任賢：醫師。
  - 周陳秀霞：政治人物，是周五六之妻，曾任立法委員。
- 1月15日——
  - 邰肇玫：歌手。
  - 賴振昌：政治人物、會計師，現任監察委員，曾任立法委員。
- 1月16日——吳玉山：政治學家，是吳俊才之子。
- 1月19日——謝瀛華：醫師，曾任台北萬芳醫院副院長。
- 1月20日——楊清瓏，棒球教練。曾擔任台灣大聯盟台中金剛隊總教練、緯來體育台球評。
- 1月23日——恬妞：演員，是萬梓良之妻、恬妮之妹。原在台灣出道，1980年代轉赴香港發展。
- 1月27日——李余典：政治人物。
- 1月30日——
  - 霍斯陸曼伐伐（Husluman Vava），布農族作家。致力於透過學術研究與文藝創作推廣保留布農族文化。（2007年逝世）
  - 陳志謀：政治人物曾任桃園市議員、桃園縣議員、龜山鄉（今龜山區）鄉長。
- 2月1日——李四川：政治人物，現任台北市副市長，曾任行政院秘書長、高雄市副市長、新北市副市長、台北縣副縣長。
- 2月5日——楊盼盼：演員，是在香港出道並發展的台灣藝人。
- 2月13日——李承龍：政治人物，曾任台北市議員。
- 2月16日——陽帆：歌手、主持人，曾以扮演諧星「陽婆婆」一角而爆紅。
- 2月18日——謝燦輝：政治人物，曾任冬山鄉鄉長。
- 2月20日——
  - 楊渡，記者、作家。
  - 劉還月：民俗學家。
- 2月22日——江蓋世：政治人物。
- 2月24日——
  - 湯皇珍：行為藝術家。
  - 施正鋒：政治學家。
- 2月25日——王芷蕾：歌手、主持人。
- 2月27日——
  - 葉毓蘭：政治人物、警務人員，現任立法委員。
  - 王忠銘：政治人物，現任連江縣縣長，曾任連江縣副縣長、馬祖國家風景區管理處處長。
- 3月1日——蔡錦隆，政治人物。曾任立法委員。
- 3月2日——楊敏華：法學家。
- 3月3日——江岷欽：主持人、政治人物、政治學家、政治評論家，曾任實踐大學副校長、國民大會代表。
- 3月9日——石班瑜，配音員。多次在電影中為周星馳配音。
- 3月10日——
  - 蔡詩萍：作家、主持人、政治人物，是林書煒之夫，曾任台北市文化局局長。
  - 曾天賜：政治人物，曾任中華民國總統府機要室主任、台北市政府禮賓科科長。
- 3月11日——周錫瑋，政治人物。曾任立法委員、臺北縣縣長。
- 3月12日——朱天心，作家。
- 3月19日——
  - 史擷詠：作曲家。
  - 王弄極：建築師。
  - 彭懷真：社會學家。
- 3月25日——陳文茜：作家、主持人、政治人物、時事評論家，曾任立法委員。
- 3月27日——賴青畇：演員。
- 3月28日——王建章：政治人物、教師，曾任新北市議員。
- 3月29日——李烈：演員、製片人。
- 3月31日——林志嘉：政治人物。
- 4月5日——賴正鎰：企業家，現任鄉林建設董事長。
- 4月10日——曾吉郎：詩人。
- 4月14日——路寒袖，作家。曾任臺中市政府文化局局長。
- 4月23日——高捷，演員。曾出演《少年吔，安啦！》。
- 5月1日——陳金銘：拳擊裁判。
- 5月4日——胡慧中：演員。原在台灣出道，1980年代轉赴香港發展。
- 5月7日——黃杉榕：企業家，是倚天資訊創辦人。
- 5月13日——陳國富：導演、監製。
- 5月14日——陳淑樺，歌手。知名作品《夢醒時分》。
- 5月15日——吳清錦：跨欄運動員。
- 5月26日——王孝慈：企業家。
- 5月27日——林華韋：棒球教練。
- 6月5日——鄭明典：氣象學家，曾任中央氣象局局長。
- 6月6日——
  - 王蔚：企業家，是Vizio公司創辦人。
  - 張瑞雄：電腦科學家，曾任台北商業大學校長。
- 6月7日——徐國勇，政治人物。曾任立法委員、行政院發言人，現任內政部部長。
- 6月8日——
  - 林鴻道：企業家，是林堉琪之子。
  - 楊家駿：政治人物，曾任移民署署長、移民署副署長、大陸委員會發言人、經濟部新聞科科長。
- 6月10日——黃河：作家。
- 6月20日——
  - 李文忠，學運領袖、政治人物。台大「李文忠事件」主角，曾任立法委員。
  - 龍飄飄：歌手。
- 6月21日——謝坤山：畫家。
- 6月29日——李世強：軍事人物。
- 6月30日——林杰樑：醫師、毒理學家。
- 7月6日——陳麗貞，政治人物。曾任嘉義市市長。
- 7月10日——何敏豪：政治人物，是何春木之子。
- 7月16日——潘進隆：軍事人物。
- 7月19日——李宗盛，音樂製作人、詞曲作家、歌手。
- 7月22日——釋海濤：佛教僧侶。
- 7月31日——廖偉凡：主持人。
- 8月1日——
  - 蔡豪，政治人物。曾任立法委員、《民眾日報》董事長。
  - 林獻山：環境工程學家。
- 8月2日——祁家威：人權運動人士。
- 8月5日——黃天牧：政治人物、政治學家，現任中華民國金融監督管理委員會主任委員，曾任財政部金融局副局長。
- 8月8日——
  - 賀陳弘：機械工程學家，曾任國立清華大學校長。
  - 石之瑜：政治學家。
- 8月10日——王美花：政治人物，是顧立雄之妻，現任經濟部部長，曾任經濟部政務次長、智慧財產局局長。
- 8月12日——蕭守道：留美化學家。
- 8月16日——
  - 曾淑賢：圖書學家，現任中華民國國家圖書館館長。
  - 何文海：政治人物。
- 8月23日——
  - 沈孟生：演員。
  - 李克勉：主教。
- 8月24日——劉增應，醫師、政治人物。現任連江縣縣長。
- 8月29日——
  - 李慶元，政治人物。曾任國大代表、臺北市議員。
  - 侯惠仙：政治人物。
- 9月3日——張永昌：棒球選手。
- 9月6日——賀景濱：小說家。
- 9月7日——林建良：醫師、政治運動人士。
- 9月10日——張主蕙：配音員。
- 9月11日——徐生明：棒球教練。
- 9月12日——陳惠敏：新聞主播、政治人物，曾任台北市議員。
- 9月14日——
  - 王雪紅，企業家。宏達電（HTC）創辦人及董事長。王永慶之女。
  - 黃志芳，外交官。曾任外交部部長，現任中華民國對外貿易發展協會董事長。
- 9月17日——龔懷主：主持人。
- 9月22日——蔡東文：攝影師、導演。
- 9月23日——
  - 湯志真：語言學家。
  - 林仲秋：棒球教練。
- 9月24日——
  - 楊實秋，政治人物。曾任臺北市議員。
  - 謝章捷：政治人物，曾任立法委員、彰化縣議員。
  - 李允椉：企業家。
- 9月27日——陸永茂：棒球教練、學校警衛，以率領「南王少棒隊」奪冠而聞名。
- 10月1日——陳永福：政治人物。
- 10月4日——武文秀：演員。
- 10月7日——
  - 陳田文：金融家，是陳啟清之子，曾任群益證券董事長。
  - 蘇盈貴：政治人物、律師，曾任立法委員、台北市勞工局局長。
  - 黃玉蘭：籃球教練。
- 10月9日——蔡啟塔，政治人物。曾任花蓮市市長、花蓮縣議員。
- 10月10日——
  - 葉俊榮，學者、政治人物。曾任國立臺灣大學法律學系教授、內政部部長、教育部部長。
  - 歐中慨：政治人物。
- 10月16日——顏耀星：教師、政治人物，曾任國民大會代表。
- 10月17日——范揚松：作家。
- 10月21日——吳善九，政治人物。曾任臺北縣議員，任內遭槍殺身亡。（2007年逝世）
- 10月22日——呂子昌：政治人物，是呂孫綾之父。
- 10月23日——陸弈靜：演員。
- 10月24日——葛蕾：演員。
- 10月25日——
  - 蔡小虎：歌手。
  - 潘枝鴻：畫家。
  - 王汎森：歷史學家。
- 10月29日——陳昇：歌手、演員、音樂製作人，是新寶島康樂隊成員之一。
- 10月31日——顧立雄：政治人物、律師。
- 11月2日——楊育儒：畫家。
- 11月6日——
  - 鄭文堂：導演，是鄭宜農之父。
  - 張幸松：常年競選人、地政士。
- 11月8日——
  - 楊明諭：政治人物、政治學家，曾任東勢鎮（今東勢區）鎮長、苗栗縣民政處處長。
  - 賴美惠：政治人物，曾任台南市議會議長。
- 11月9日——邱建勇：教師、政治人物，曾任國民大會代表。
- 11月10日——
  - 秦儷舫，政治人物。曾任電台主持人、臺北市議員。
  - 沈海蓉：演員。
- 11月15日——幾米：插畫家。
- 11月19日——韓良露：作家、美食評論家。
- 11月22日——王景成：田徑運動員。
- 11月24日——洪國浩：政治人物，曾任草屯鎮鎮長。
- 11月27日——邱庭：演員。
- 11月28日——
  - 雷倩，企業家、政治人物。曾任立法委員、現任婦聯會主任委員。
  - 黃仲崑：歌手、演員、主持人，是黃遠之父。
- 12月1日——
  - 林樹山，教師、政治人物。曾任國民大會代表、立法委員。
  - 吳育昇，政治人物。曾任馬蕭競選總部發言人、立法委員。
  - 李宗源：旅日棒球選手，現歸化日本籍。
- 12月4日——鄭傳義：企業家，曾任星宇航空副董事長。
- 12月11日——孔鏘，知名電子琴樂師、電視節目伴奏。
- 12月16日——邱文祥：醫師。
- 12月18日——方耀乾：文學家、詩人。
- 12月19日——
  - 孫翠鳳，歌仔戲演員。歌仔戲劇團明華園戲劇總團首席家台柱。
  - 高柏園：哲學家。
- 12月25日——曾正仁：企業家，是曾秋霖之子，曾任台中商銀董事長、廣三集團總裁。
- 12月26日——蔡安邦：物理學家。
- 12月27日——
  - 鄭問：漫畫家。
  - 曹瑞原：攝影師、導演、製作人。

## 逝世
- 3月15日——王寵惠，法學家。
- 10月1日——王緒，時任連江縣長，所搭乘之復興航空公司水上飛機「藍天鵝」自馬祖前往台北途中失聯，飛機殘骸直至2013年才被漁民撈獲，方證實遭遇空難。
- 11月27日——陳耕元，日本名「上松耕一」，卑南族棒球選手，1931年代表嘉農赴日本參加第17回夏季甲子園大會，獲得凖優勝（亞軍）。（1905年出生）